# Emily Fox (Fußballspielerin)
Emily Ann Fox (* 5. Juli 1998 in Ashburn, Virginia) ist eine US-amerikanische Fußballspielerin, die seit 2024 beim FA-Women’s-Super-League-Teilnehmer Arsenal Women FC unter Vertrag steht. 2024 gewann sie mit der Nationalmannschaft die olympische Goldmedaille.

## Karriere

### Vereine

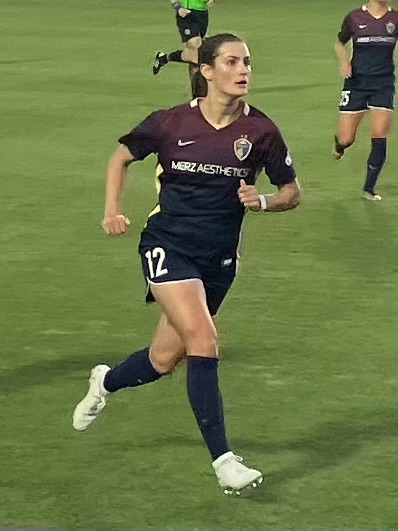
Emily Fox im Mai 2023

Fox spielte von 2017 bis 2020 für die North Carolina Tar Heels. Im Januar 2021 wurde sie beim NWSL-Draft als erste Spielerin vom Racing Louisville FC gewählt. Im Januar 2023 wechselte sie im Tausch mit Abby Erceg und Carson Pickett zu North Carolina Courage.
Im Januar 2024 wechselte sie zum Arsenal Women FC. Mit dem Verein gewann sie die UEFA Women’s Champions League 2024/25 durch einen 1:0-Finalsieg gegen Titelverteidiger FC Barcelona. Sie kam in zehn Spielen zum Einsatz und erzielte ein Tor.

### Nationalmannschaft
Im November 2015 nahm sie mit der U20-Mannschaft an der CONCACAF U-20-Meisterschaft der Frauen in Honduras teil. Sie gewann mit ihrer Mannschaft den Titel und qualifizierte sich für die U-20-Fußball-Weltmeisterschaft der Frauen 2016 in Papua-Neuguinea. An dieser nahm sie Ende November/Anfang Dezember 2016 teil, wurde in allen Spielen ihrer Mannschaft eingesetzt und belegte dort mit ihrer Mannschaft den vierten Platz. Auch bei der U-20-Fußball-Weltmeisterschaft der Frauen 2018 in Frankreich kam sie zum Einsatz, hatte dort aber nur einen sechsminütigen Kurzeinsatz im ersten Gruppenspiel gegen Japan, das mit 0:1 verloren wurde. Für ihre Mannschaft war nach einem 6:0-Sieg gegen Paraguay und einem 2:2 gegen Spanien aber erstmals nach der Gruppenphase das Turnier beendet. Die CONCACAF U-20-Meisterschaft 2018 hatte sie aufgrund eines Kreuzbandrisses verpasst.
Im November 2018 wurde sie für zwei Freundschaftsspiele in Europa erstmals für die A-Nationalmannschaft nominiert. Beim 1:0-Sieg gegen Portugal, stand sie in der Startelf. Auch fünf Tage später beim 1:0-Sieg gegen Schottland gehörte sie zur Startformation. In beiden Spielen wurde sie aber ausgewechselt. Im Januar 2019 stand sie bei der 1:3-Auswärtsniederlage gegen Frankreich nochmals in der Startelf, wurde aber nach 53 Minuten beim Stand von 0:1 ausgewechselt. Beim SheBelieves Cup 2019 saß sie dreimal nur auf der Bank, danach kam sie erst im August für ein Spiel der U-23 gegen die englische U-21-Mannschaft wieder zum Einsatz, so fand auch die WM 2019 ohne sie statt. Nach einem Kurzeinsatz im Januar 2021 gegen Kolumbien musste sie wieder bis zum Oktober 2021 auf weitere Einsätze warten und wurde auch nicht für die wegen der COVID-19-Pandemie um ein Jahr verschobenen Olympischen Spiele 2020 berücksichtigt. Ab dann war sie aber Stammspielerin und wurde in fast allen Spielen eingesetzt, u. a. beim SheBelieves Cup 2022 und 2023 sowie der CONCACAF W Championship 2022, bei der sich die US-Girls für die WM 2023 qualifizierten. Am 7. April 2023 erzielte sie beim 2:0-Sieg gegen Irland das erste Tor und damit ihr erstes Tor für die Nationalmannschaft.
Am 21. Juni 2023 wurde sie für die WM-Endrunde nominiert, wurde in jedem der vier Spiele ihres Teams eingesetzt und schied mit der Mannschaft im Achtelfinale im Elfmeterschießen gegen die Schwedinnen aus.
Am 26. Juni 2024 wurde sie für die Olympischen Spiele in Paris nominiert. Sie kam in den sechs Spielen ihrer Mannschaft zum Einsatz und gewann mit ihr die Goldmedaille.

## Erfolge
- Siegerin der CONCACAF U-20-Meisterschaft der Frauen 2015
- Siegerin des SheBelieves Cup 2022 und 2023
- Siegerin der CONCACAF W Championship 2022
- Siegerin des CONCACAF W Gold Cup 2024
- FA-Women’s-League-Cup-Siegerin 2024
- Olympische Spiele 2024: Goldmedaille
- UEFA Women’s Champions League 2024/25: Sieg